# Georgius Andreae Kyander
Georgius Andreae Kyander, eller Göran (Jöran) Andersson Kyander, troligen född omkring 1605, död 19 december 1659, är den äldsta kända medlemmen av den finländska släkten Kyander och författare till den första kända biografiska texten på finska språket. Han hade möjligen en bror Clemens Kyander, verksam i Ingermanland.

## Biografi
Göran Kyander härstammade troligen från trakterna kring Viborg i östra Finland, byn Muolaa har föreslagits av en obekräftad källa. Kyander var den första kyrkoherden i Kristina församling, som bildades 1649 vid det av Per Brahe anlagda Braheslott. Han blev genom sin 1654 på både svenska och finska publicerade begravningspredikan över Johan Bomgård (brorson till slottsfogden Hans Bomgård) författare till den första kända biografiska texten utgiven på finska språket. Gift med Agneta Iivanainen som på fädernet kom från en gammal och i Viborgstrakten väl etablerad släkt, och på mödernet från ätten Teit. Far till sex (kända) barn: Anders Kyander, Anna Sculptorius, Johan Kyander, Elin Barnovius, Helena Willander och Agneta Hemmingsson.
Göran Kyander tjänstgjorde som kaplan i S:t Michel från 1633  och omnämns där för sina färdigheter som jordbrukare, vilket var en nödvändig del av den tidens prästers arbete, då de delvis fick sin lön i odlingsbar jord.
Göran Kyander tillträdde som kyrkoherde i Kristina 1649, och var med om att bygga den första kyrkan och dess klocktorn. I den senare helt ombyggda kyrkan finns flera målningar från Kyanders tid bevarade, samt en målad plakett där utöver kyrkans officiella byggherre Katarina Stenbock, maka till Per Brahe, även slottsfogden Hans Bomgård och Göran Kyander satt sina namn. Även den ena av de två kyrkklockorna i Kristina kyrka härstammar från hans tid.
Utöver hans nämnda begravningspredikan över Johan Bomgård finns även Viborgsprosten Samuel Reuters predikan vid Göran Kyanders egen begravning bevarad, en text som ger få upplysningar om den avlidne, utöver framsidans information att predikan hölls i Kristina prästgård ”Uthi förnembligit Folks anseenliga confluens”. Göran Kyander ligger begravd under golvet i den första kyrkobyggnaden, som ungefär motsvarar mittskeppet i den från 1772 härstammande nya kyrkan.

## Galleri

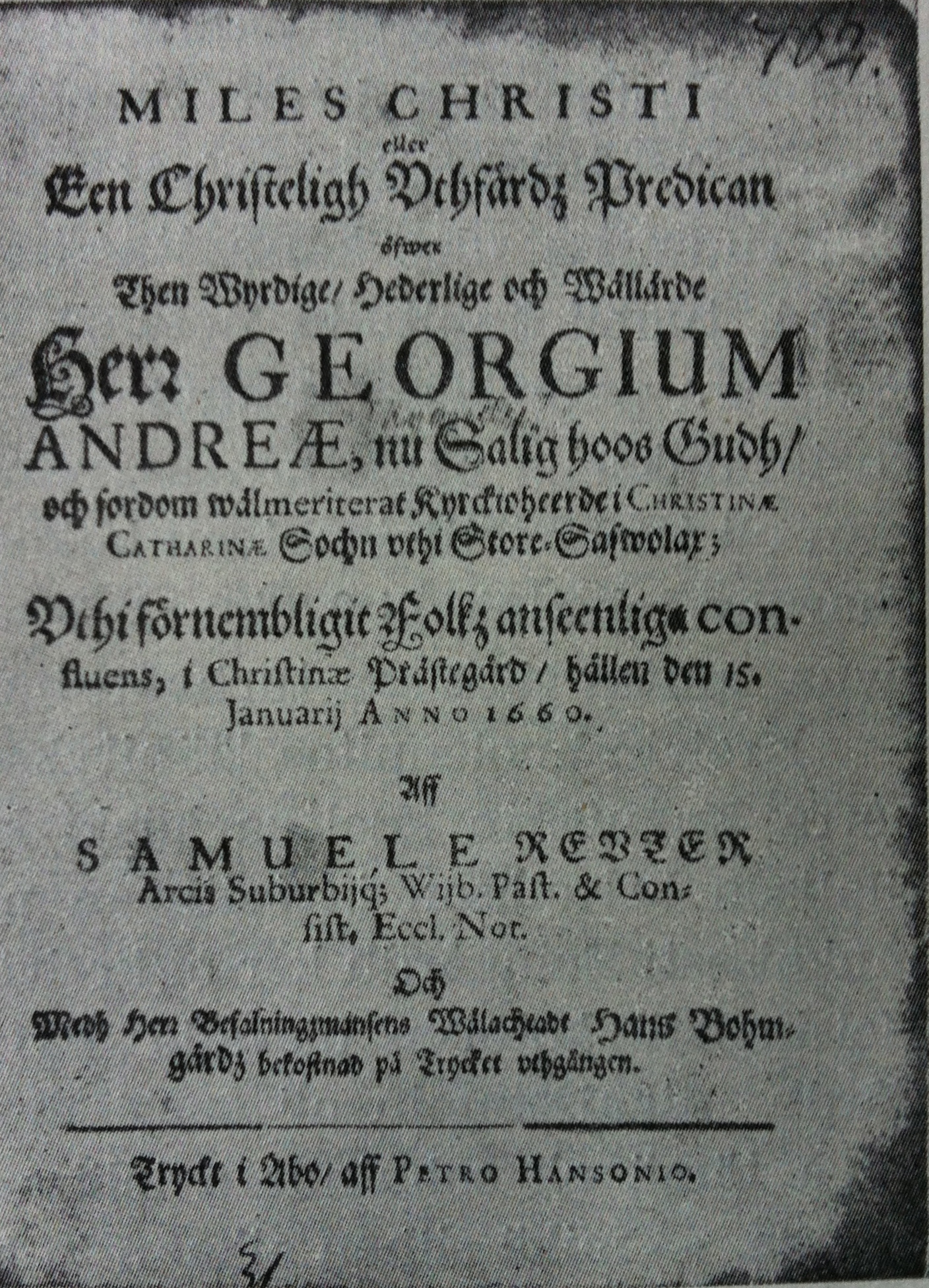
Titelsida till likpredikan.
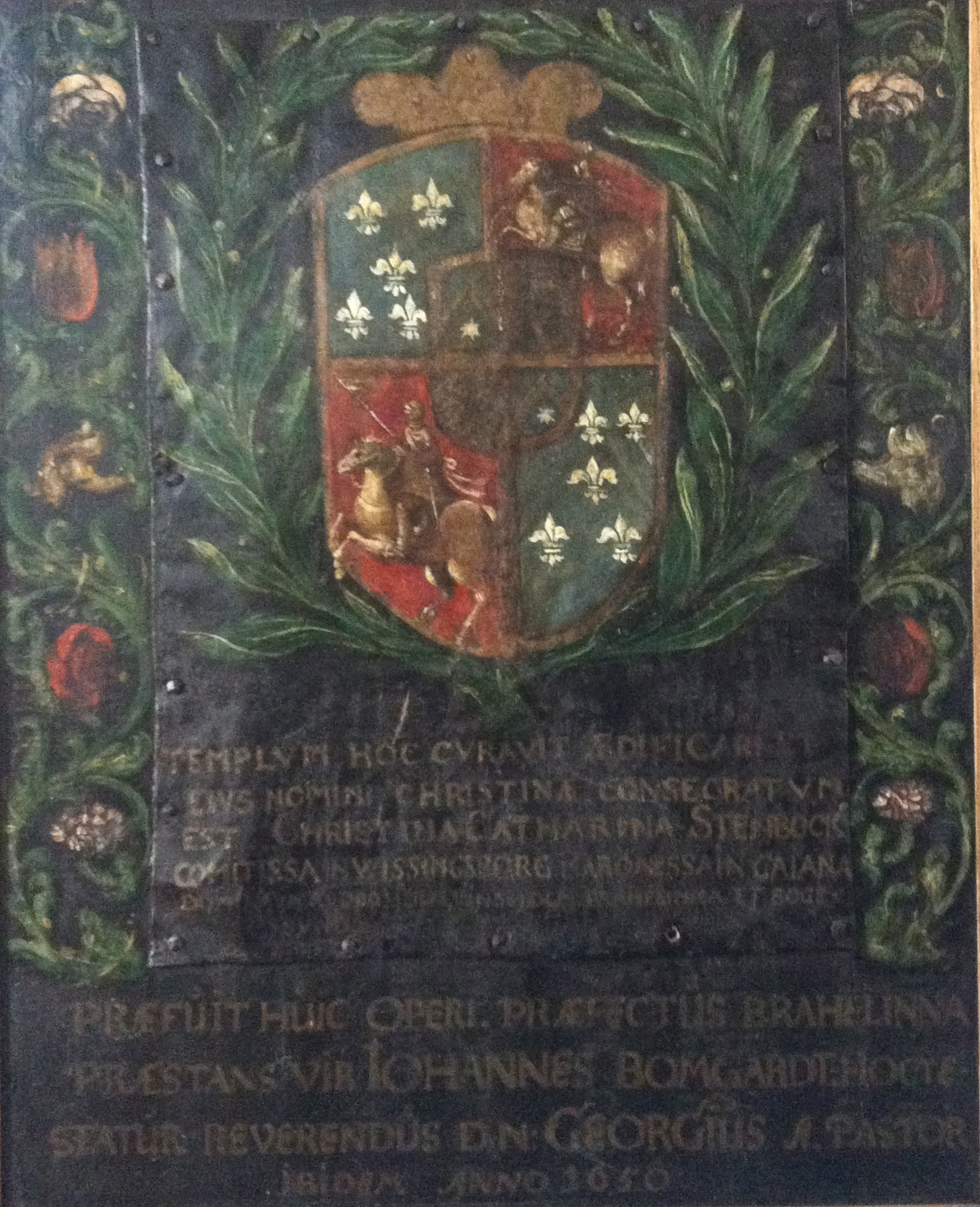
Tavla i Kristina kyrka, med byggherren Katarina Stenbocks vapen och namn, samt slottsfogden Hans Bomgård och kyrkoherden Göran Kyander. 1650.
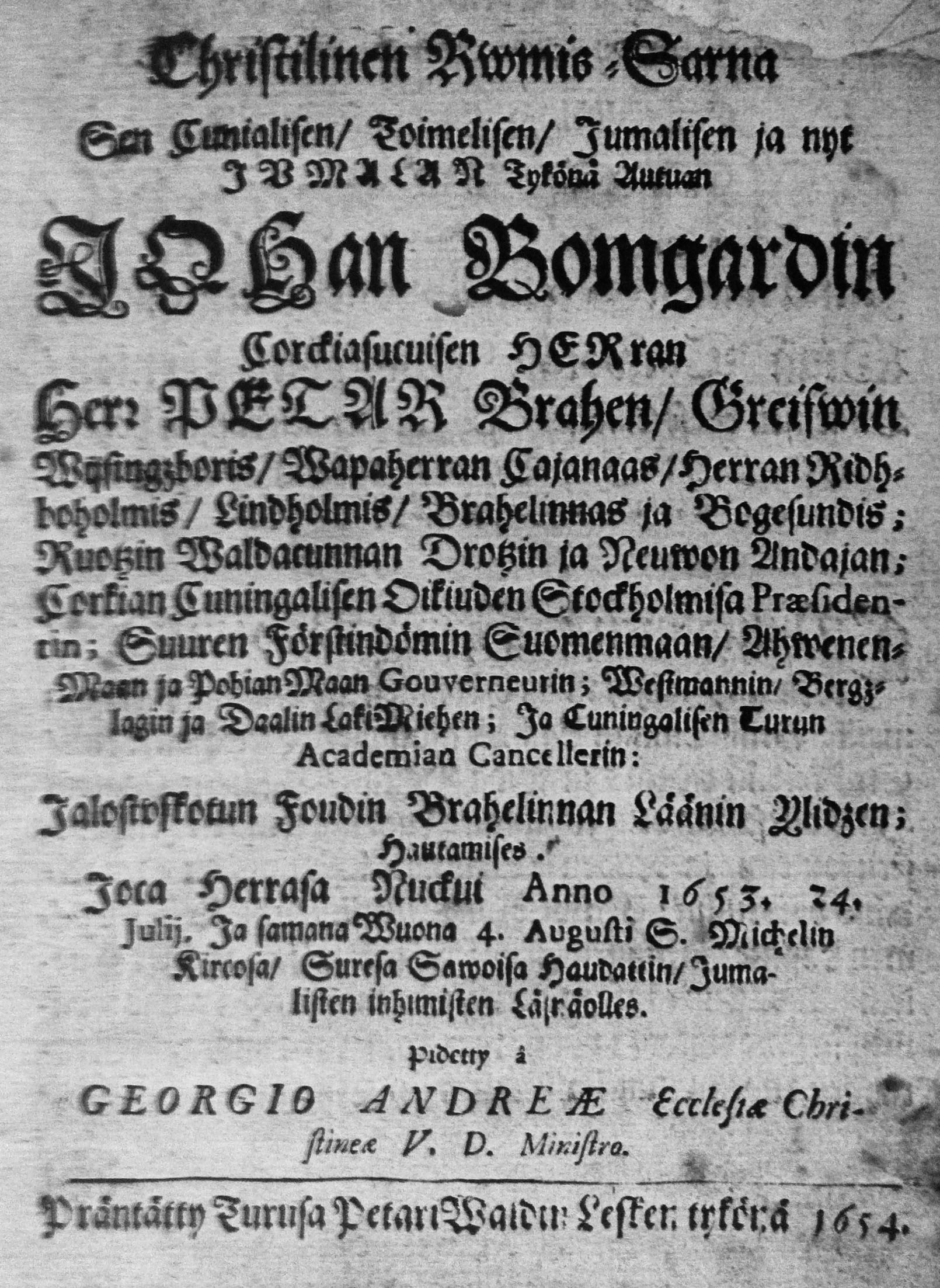
Georgius Andreae Kyander: Predikan över Johan Bomgard, 1654. Tryckt på finska och svenska, och den första kända biografiska texten på finska språket.